# Heinz Heise (Verleger)

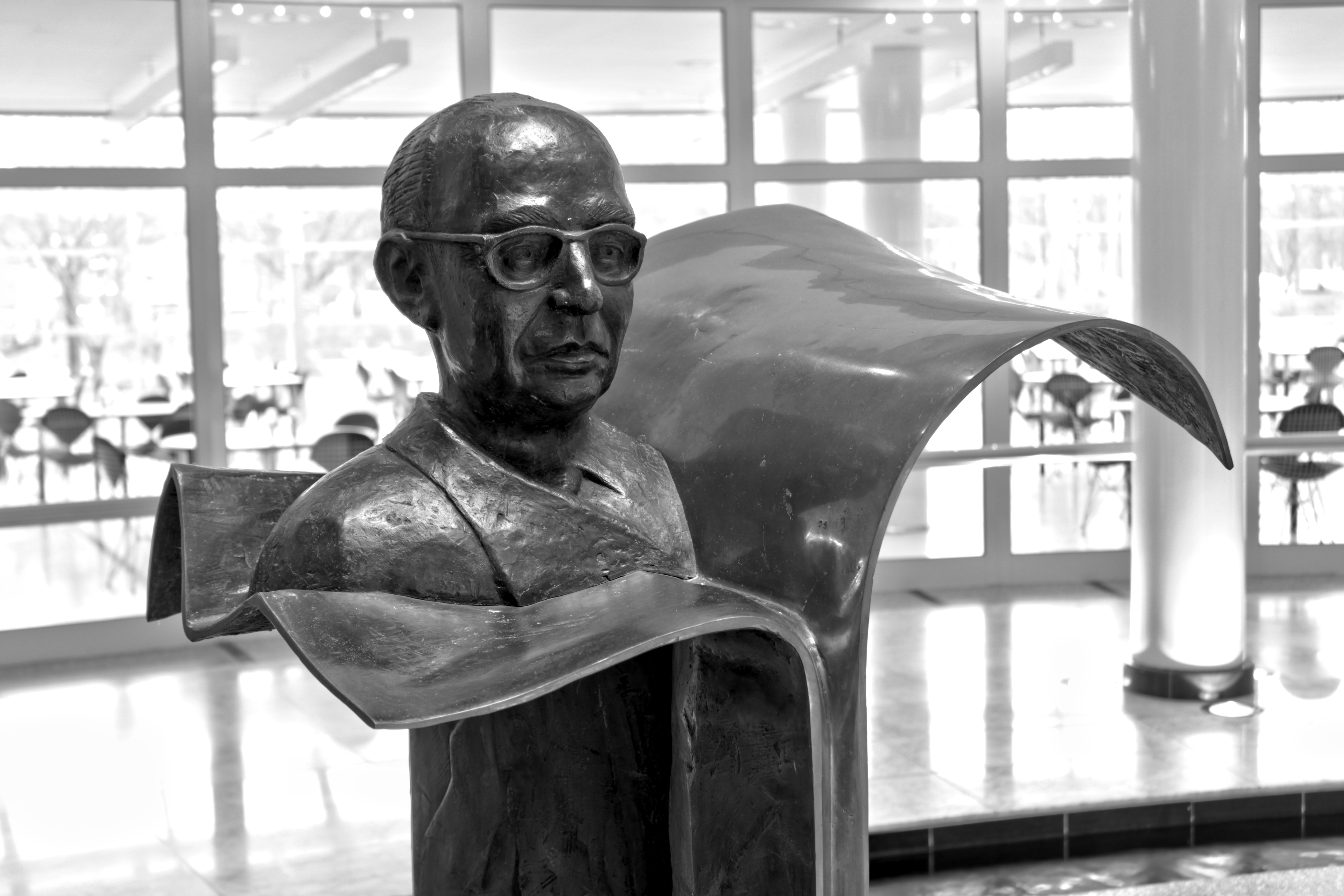
Büste von Heinz Heise im Foyer des Verlagsgebäudes in Hannover

Heinz Heise (* 29. März 1902 in Hannover; † 5. November 1974 ebenda) war ein deutscher Verleger und Begründer des Heinz-Heise-Verlages.

## Leben und Wirken
Heinz Heise wurde 1924 Prokurist in der Mitteldeutschen Verlagsaktiengesellschaft (Mitteldeutsche Zeitung) und in der Kirchner-Druckerei in Erfurt. 1926 heiratete er in Königsberg Lotte Asimont, geboren in Wartenburg/Ostpreußen. Aus der Ehe gingen vier Kinder hervor. 1928 wurde Heise Vorstandsmitglied der Kirchner-Druckerei, 1931 Direktor der Mitteldeutschen Verlagsaktiengesellschaft. 1938 zog Heise nach Eger im Sudetenland, wo er die dortige Zeitung sanierte. 1941 übersiedelte die Familie nach Riga, von wo aus der u.k.-gestellte Heise Frontzeitungen der Wehrmacht verlegerisch zu betreuen hatte. 1944 war er in dieser Aufgabe in Bukarest, wo er nach dem Umsturz im Sommer 1944 von Rumänien interniert und an die Rote Armee ausgeliefert wurde. Er wurde in der Ukraine zu Zwangsarbeit eingesetzt. 1946 gelang es Heise, mit einem Transport Siebenbürger Sachsen nach Frankfurt am Main zu kommen.
Heise ging dann in seine Geburtsstadt Hannover, nun in der britischen Besatzungszone. Dorthin folgte ihm noch 1946 seine Ehefrau mit ihren vier Kindern aus dem sowjetisch besetzten Erfurt nach. Nach dort war sie 1944 aus Riga über die Ostsee und Zoppot evakuiert worden.
Heise gründete 1949 nach der Währungsreform in seiner Zweizimmerwohnung in Hannover einen kleinen Adressbuch-Verlag. 1951 gab er neben Adressbüchern auch Fernsprechbücher für mehrere Oberpostdirektionen heraus. 1960 konnte Heise ein eigenes Verlagsgebäude in Hannover-Kleefeld beziehen. 1972 gab der Verlag Heinz Heise Hannover KG in großer Zahl Fernsprechbücher, Adressbücher, Behördenhandbücher und arbeitsrechtliches Schrifttum heraus. Zusammen mit Zweigniederlassungen in Bremen und Frankfurt am Main beschäftigte der Verlag 1972 über 100 Mitarbeiter. Mit 70 Jahren musste Heinz Heise aus gesundheitlichen Gründen seine Arbeit niederlegen. Sein Sohn Christian Heise, der bereits Kommanditist in dem Unternehmen war, trat als persönlich haftender Gesellschafter an die Stelle des Vaters. Er wurde dabei unterstützt von seinem jüngeren Bruder Friedrich Heise.
Heinz Heise war der Stadt Erfurt, in der er 14 Jahre gearbeitet und seine Familie gegründet hatte, innerlich sehr verbunden. Sein Freund Selmar Bühling, 1948 aus Erfurt geflohener Jurist, gründete im Jahre 1960 die Vereinigung Heimattreue Erfurter in Westdeutschland. Heise erarbeitete in allen Einzelheiten das verlegerische Konzept für den Erfurter Heimatbrief (EHB), die ab 1961 halbjährlich erscheinende Publikation der Vereinigung. Er stellte die ersten sechs Auflagen her und übernahm den Versand. Auch weiter stand er dem EHB stets mit seinem verlegerischen Rat zur Verfügung. Heise nahm auch an den Treffen der Heimattreuen Erfurter ab 1961 in Mainz teil.
1974 verstarb Heise nach zweijähriger schwerer Krankheit in seiner Heimatstadt Hannover.